# José Orlandis
José Orlandis Rovira (Palma de Mallorca, 29 de abril de 1918 - Palma de Mallorca, 24 de diciembre de 2010) fue un historiador, sacerdote y jurista español, destacado por sus investigaciones sobre la cultura y las instituciones visigóticas. Catedrático de Historia del Derecho desde 1942, ejerció su docencia principalmente en Zaragoza y Navarra. Ocupó la presidencia de la Academia Aragonesa de Ciencias Sociales y fue vicedecano de la Facultad de Derecho de la Universidad de Zaragoza, primer decano de la Facultad de Derecho Canónico y primer director del Instituto de Historia de la Iglesia de la Universidad de Navarra. Era presidente del Consejo Asesor Internacional de la revista Anuario de Historia de la Iglesia.

## Biografía
Nacido en Mallorca en 1918, se doctoró en Derecho en la Universidad Central de Madrid, y en 1942 obtuvo por oposición la cátedra de Historia General del Derecho Español de la Universidad de Murcia. El 1 de noviembre de 1942 se trasladó a Roma junto con Salvador Canals Navarrete. Ambos fueron recibidos en audiencia por el Papa Pío XII (15 de enero de 1943). Fueron los primeros miembros del Opus Dei que hablaron de esta institución con un Pontífice romano. En 1945 se trasladó a Zaragoza, donde llegó a ser Vicedecano. Unos años más tarde, en 1949, fue ordenado sacerdote del Opus Dei.  A finales de 1969 se trasladó a Pamplona y comenzó a compatibilizar los deberes docentes en la Universidad de Navarra con las estancias en Zaragoza, pero ya sin actividad docente reglada en esta universidad. En Navarra, fue catedrático y primer decano de la Facultad de Derecho Canónico, y el creador y director, durante muchos años, del Instituto de Historia de la Iglesia.
Entre 1969 y 1982, José Orlandis mantuvo una estrecha relación epistolar con el historiador Claudio Sánchez-Albornoz Menduiña, que entonces se encontraba en el exilio en Argentina, y que ocupó altos cargos institucionales tras la guerra civil española, como el de jefe de los Gobiernos republicanos en el exilio desde 1962 a 1970.
Orlandis era descendiente de una familia noble de Mallorca, que vino originalmente de la ciudad de Pisa.

## Obra
José Orlandis, además de doctor en Derecho, era doctor en Derecho Canónico por la Pontificia Universidad Lateranense de Roma. Entre otros cargos, ocupó la presidencia de la Academia Aragonesa de Ciencias Sociales y fue vicedecano de la Facultad de Derecho de Zaragoza. Publicó más de una treintena de libros y dos centenares de trabajos sobre temas histórico-jurídicos, de espiritualidad cristiana y otros temas de actualidad. Su labor fue mundialmente, y está considerado como el más importante historiador de la cultura y de las instituciones visigóticas en España, lo que no le impidió ocuparse de otras épocas históricas. También impartió clases en la Universidad de la Santa Cruz (Roma, Italia).
A finales de 1992 retornó a su tierra natal, Mallorca, y en 2006, recibió el Premio Ramon Llull de la comunidad autónoma de las Islas Baleares.

### Algunas obras de José Orlandis

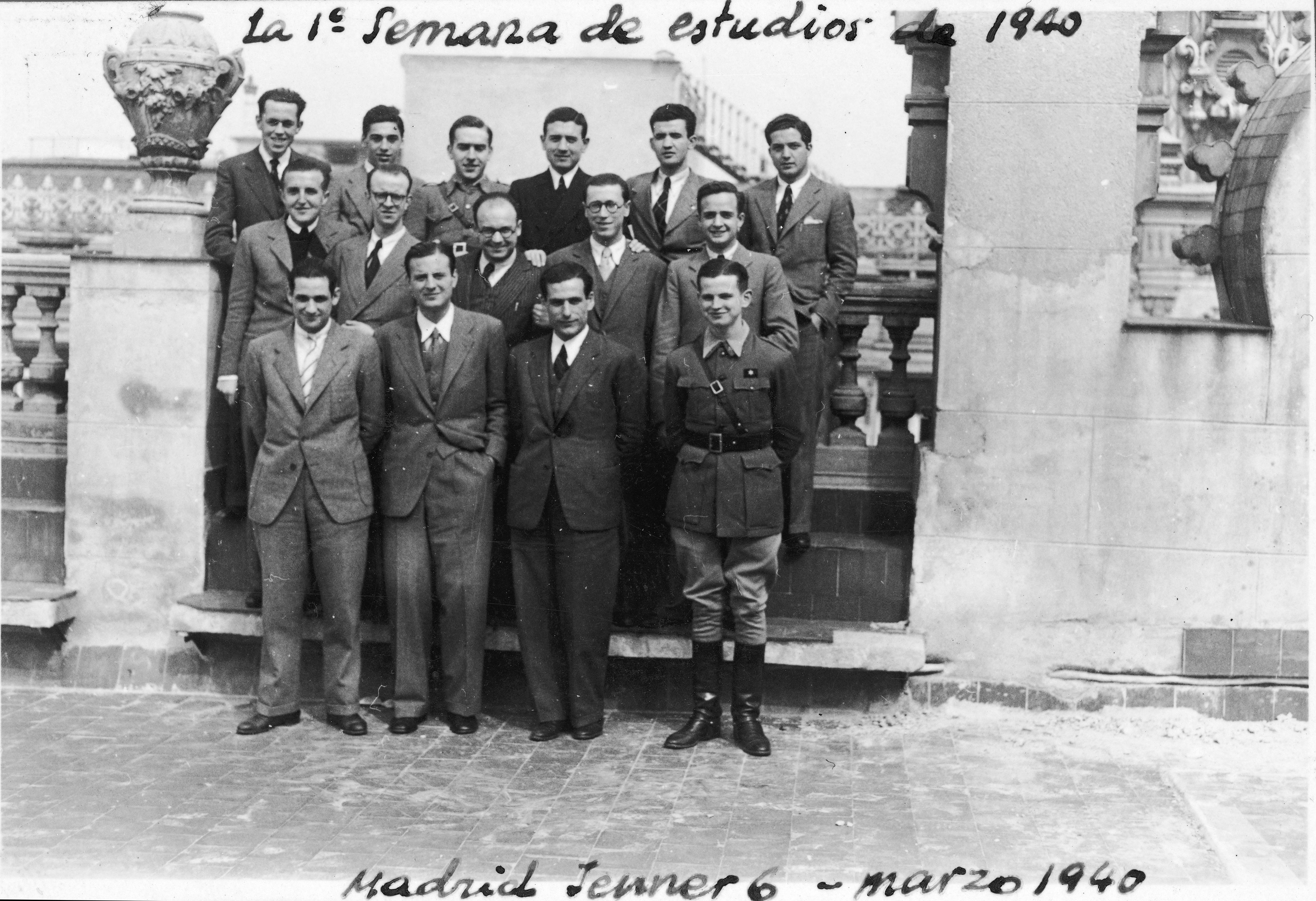
José Orlandis en la I Semana de estudios - Residencia Jenner (6 de marzo de 1940). Es el cuarto por la izquierda, de la fila inferior

- Historia de España: La España Visigótica (1977)[11]
- Historia del Reino visigodo español. Los acontecimientos, las instituciones, la sociedad, los protagonistas (2003)[12]
- La vida en España en tiempo de los godos.
- Ciento veinticinco años de escuela laica en Francia (2005)
- Cuando la vida se alarga (2005).
- Europa y sus raíces cristianas (2004).
- Islas que miran hacia Levante: Las Baleares y el Mediterráneo (2003)
- Estampas de la guerra en la España visigoda (2001)
- El Papa Pío XII (1997)
- Mons. Alvaro del Portillo (1914-1994) (1995)
- Libertad interior y " realismo teologal" en la doctrina conciliar visigoda (1993)
- Laicos y monasterios en la España Medieval (1987)
- Los laicos en los Concilios visigodos (1980)
- El derecho a la libertad escolar (1979)
- Memorias de Roma en Guerra (1942-1945)
- Años de juventud en el Opus Dei (1993)
- Historia breve del cristianismo (1999).
- Historia de Iglesia: iniciación teológica (2002).
- Historia de la Iglesia: la Iglesia antigua y medieval (1998).
- La vocación cristiana del hombre de hoy (1964).
- La aventura de la vida eterna (2005).
- La vida cristiana en el siglo XXI (2001).
- Los signos de los tiempos.
- La vida vista a los noventa años (2008).